# Cassida alpina
Cassida alpina es un coleóptero de la familia Chrysomelidae.
Cassida alpina fue descrito científicamente por primera vez en 1855 por Bremi Wolf.